# Weingut am Stein
Das Weingut am Stein wurde 1890 von der Familie Knoll in Würzburg gegründet. Das Weingut ist seit 2001 Mitglied des Verbands Deutscher Prädikatsweingüter (VDP).

## Geschichte
Die Familie Knoll war im Küferhandwerk tätig und betrieb den Weinbau im Nebenerwerb. 1980, als der Weinbau immer stärker geworden war, siedelte die Familie an den Fuß des Würzburger Steins aus. Das Gut wird seit den 1990er Jahren in der fünften Generation von Sandra und Ludwig Knoll betrieben. Seit 2006 wird im ganzen Betrieb ökologischer Anbau und seit 2008 biodynamischer Anbau betrieben.
Im Jahr 2005 wurde das Traditionsweingut baulich neu gestaltet. Die Architektur der neuen Bauten ist modern und geradlinig. Ein zehn mal zehn Meter großer Kubus wurde von den Architekten Hofmann Keicher und Ring umgesetzt. Die Architektur ist schlicht: Holz, Glas und Sichtbeton, Räume und Etagen sind offen, auf Türen wurde weitgehend verzichtet.
Das Weingut umfasst insgesamt über 45 Hektar Rebfläche und produziert rund 200 000 Flaschen im Jahr.

## Rebsorten
Die Rebfläche teilt sich auf in 35 % Silvaner, 25 % Burgunder (Weißer, Grauer und Blauer Spätburgunder), 20 % Riesling sowie Neuzüchtungen der Rebsorten Rieslaner, Müller-Thurgau und Scheurebe.

## Weinlagen
Die wichtigste Lage ist der Stettener Stein. Weitere Lagen sind die Würzburger Innere Leiste, der Würzburger Stein sowie der Randersackerer Sonnenstuhl. 

Der Boden ist geprägt von Muschelkalk.

## Verbände und Gruppierungen
- Mitglied im Verband Deutscher Prädikatsweingüter
- Mitglied beim Ökoverband Naturland
- Gründungsmitglied der Gruppe Frank & Frei
- Mitglied beim Würzburger SteinWeinPfad e.V.